# Émile Delchambre
Émile Henri Delchambre (Roubaix, Nord, 3 de desembre de 1875 – 8 de setembre de 1958) va ser un remer francès que va competir a principis del segle xx. El 1900 va prendre part en els Jocs Olímpics de París, on guanyà una medalla d'or en la prova de quatre amb timoner com a membre de l'equip Cercle de l'Aviron Roubaix.